# 1987 (szám)
Az 1987 (római számmal: MCMLXXXVII) az 1986 és 1988 között található természetes szám.

## A matematikában
A tízes számrendszerbeli 1987-es a kettes számrendszerben 11111000011, a nyolcas számrendszerben 3703, a tizenhatos számrendszerben 7C3 alakban írható fel.
Az 1987 páratlan szám, prímszám. Kanonikus alakja 19871, normálalakban az 1,987 · 103 szorzattal írható fel. Két osztója van a természetes számok halmazán, ezek növekvő sorrendben: 1 és 1987.
Gauss-prím és szerencsés prím. A Sylvester-sorozat 9. elemének egyik prímtényezője. Egy szexi prím-triplet (1987, 1993, 1999) első tagja.
Az 1987 ötvennyolc szám valódiosztóösszeg-függvényeként áll elő, melyek közül a legkisebb is 10 000 fölötti.